# Марко Вовчок
Марко́ Вовчо́к (настоящее имя — Мария Александровна Вилинская, по первому мужу — Маркович, по второму — Лобач-Жученко; 10 (22) декабря 1833, село Екатерининское, Орловская губерния — 28 июля (10 августа) 1907, хутор Долинск, Терская область) — украинская и русская писательница, переводчица. Троюродная сестра литературного критика Д. И. Писарева.
Была знакома с Тарасом Шевченко, Пантелеймоном Кулишом, Николаем Костомаровым, Иваном Тургеневым, Александром Герценом, Николаем Добролюбовым, Николаем Лесковым и другими писателями, публицистами, учёными. Писала на украинском, русском, французском языках. Первый сборник рассказов вышел на украинском языке в 1857 году. В своих произведениях описывала жизнь украинских крестьян. Её произведения антикрепостнического характера имели большое влияние на освободительное движение крестьян, особенно на Украине.
Вместе со своим мужем А. В. Марковичем занималась сбором и исследованием этнографических материалов в Среднем Поднепровье. Вела отдел иностранной литературы в журнале «Отечественные записки» (1868—1870). Переводила с польского (Болеслав Прус), французского (Виктор Гюго, Жюль Верн), немецкого (Георг Фридрих Кольб) и других языков. Сын — Богдан Афанасьевич Маркович (1853—1915), внук и приёмный сын — Борис Михайлович Лобач-Жученко (1875—1938). Младший брат Марко Вовчок — Дмитрий Александрович Вилинский (1840—1911) — также был литератором.

## Биография

### Детство и юность
Родилась 10 (22) декабря 1833 года в селе Екатерининское Елецкого уезда Орловской губернии Российской империи в обедневшей дворянской семье. По происхождению была русской. Мать, помещица Прасковья Петровна (урождённая Данилова), была образованной женщиной, знала несколько языков, любила музыку и пение.
По воспоминаниям младшего брата Дмитрия, «ещё с юношеских лет сестра стремилась к науке, не имела желания модничать, всегда одевалась просто, причёсывалась без причуд, ровно и косы укладывала короной, и это осталось у неё на всю жизнь».
В 1840 году умер отец Марии, и через два года её мать вышла замуж во второй раз. Её супругом стал помещик Дмитриев, который был известен своим произволом и жестокостью. Ситуация в Екатерининском имении ухудшалась: отчим нещадно наказывал крепостных, издевался над женой и детьми. Также он постоянно гулял и играл в карты. Вскоре Дмитриев прогулял имение. Чтобы уберечь детей от тяжёлых впечатлений, мать отправила старшего сына Валерьяна в Орёл к сестре. Мария месяцами жила то у дяди Николая Данилова, то у тётки Варвары Писаревой, где её воспитывала гувернантка. Училась музыке, французскому языку и литературе, росла свободолюбивой, наблюдательной: её душу поражало жестокое обращение помещиков с крепостными.

В 1845—1846 годах Мария воспитывалась в Харьковском частном пансионе. В этом учреждении девушек учили вести себя в светском обществе, говорить по-французски, танцевать модные танцы, играть на фортепиано. Однако любознательная девушка в свободное время много работала над собой, читала классическую литературу, изучала языки, в частности, самостоятельно овладела польским. Её подруга по пансиону Людмила Ожигина писала в воспоминаниях:
Я помню крепкую, хорошенькую девушку. У неё был открытый взгляд, она держала себя просто и непринуждённо, и это отличало её от всех остальных. Кроме того, у неё были роскошные русые косы, которые она часто, вопреки правилам пансиона, носила спущенными…
В пансионе Мария слышала украинскую речь только от горничных-крепостных и от студентов Харьковского университета, с которыми говорила по-украински, ведь, по словам Ивана Франко, «знание украинского языка вынесла из родного дома».
После окончания обучения Мария переезжает в Орёл под опеку своей богатой тётки Екатерины Петровны Мардовиной. Благодарная девушка взялась за воспитание детей Мардовиных и продолжала самообразование, читая книги и изучая научные сборники из семейной библиотеки.
На формирование взглядов писательницы повлияло длительное пребывание в интеллигентных семьях родственников, в частности родителей Д. И. Писарева (впоследствии — выдающегося критика и близкого друга писательницы). В салоне её тётки собирались известные писатели и фольклористы, такие как Павел Якушкин, Николай Лесков и другие. Там Мария познакомилась со своим будущим супругом, украинским фольклористом и этнографом А. В. Марковичем, сыном обедневшего помещика, выпускником Киевского университета, отбывавшим ссылку в Орле за участие в деятельности Кирилло-Мефодиевского братства. Юноша был интересным собеседником и подружился с Марией.

Вот портрет Марии Вилинской того периода с точки зрения Николая Лескова:
Высокая, статная, с роскошной каштановой косой, которую укладывала короной вокруг головы, с необычайно глубокими, прекрасными серыми глазами. Она была заметна в орловском товариществе, и, хотя не имела никакого приданого и жила в доме своего дяди как «бедная родственница», ей не недоставало женихов.
Вскоре дружба Марии и Афанасия переросла в любовь.
Тем временем Екатерина Петровна подыскала выгодную для племянницы партию — молодого помещика Ергольского, хозяина двух тысяч крепостных. К тому же тот сам не на шутку влюбился в Марию. Но, к большому удивлению тётки, Мария отказала Ергольскому и объявила про помолвку с Афанасием Марковичем. Когда тётка не сдалась и поставила непокорной племяннице ультиматум, Мария покинула её дом.

### Переезд на Украину
Молодые поженились в январе 1851 года, обвенчавшись в домашней церкви в имении известного мецената и этнографа Петра Киреевского. На Украине они и провели своё свадебное путешествие у родных и знакомых Афанасия. Собирая фольклорные материалы, муж брал Марию с собой, и она в этих экспедициях совершенствовала своё знание живого разговорного украинского языка.
В Чернигове Афанасию удалось устроиться корректором. Денег катастрофически не хватало. Вскоре Мария забеременела. Осложненная множеством недомоганий, беременность протекала тяжело. Новорождённая девочка, крещёная Верой, прожила недолго.
Затем в поисках работы Марковичи очутились в Киеве. Они поселились в маленькой квартирке в приходе Киево-Лыбедской церкви. Денег стало немного больше, так как Афанасий устроился работать бухгалтером Киевской палаты государственного имущества. Фольклорные произведения, собранные супругами, увидели свет в сборниках, упорядоченных Амвросием Метлинским и Николаем Номысом.
В 1853 году в семье Марковичей родился сын Богдан, который был назван в честь любимого супругами гетмана Богдана Хмельницкого и которого крестила княжна Варвара Николаевна Репнина-Волконская. В 1855 году Афанасий получил место учителя географии в Немировской гимназии. Чета жила скромно: бывшему участнику тайной организации трудно было достать высокооплачиваемую должность. Вокруг Марковичей собирались местные интеллигенты. На сцене местного театра была поставлена «Наталка-Полтавка» Котляревского, режиссуру которой осуществила Мария Александровна, а музыкальное оформление — Маркович. Во время пребывания в Немирове Мария с увлечением читала «Кобзарь» Шевченко, под влиянием которого она глубоко поняла антигуманную суть крепостничества, прониклась сочувствием к обездоленному человеку.
В 1856 году Маркович написала свои первые рассказы — «Выкуп» и «Отец Андрей». Она прочитала их своим друзьям и убедилась в том, что их нужно опубликовать. Афанасий отослал эти произведения своему товарищу Пантелеймону Кулишу, который открыл в Петербурге свою типографию. Кулишу понравились рассказы, он предложил прислать и другие произведения. Постепенно были написаны ещё десять рассказов, которые и составили первую книгу «Народных рассказов», подписанных псевдонимом Марко Вовчок (по семейным преданиям, псевдоним образовался от имени основателя рода — казака Марка, прозванного «Вовком») и впоследствии переведённых Кулишом.
Одним вечером в августе 1857 года Мария Маркович со своим сыном Богданом приехала в гости к Пантелеймону Кулишу и его жене Александре Михайловне, писавшей под псевдонимом Ганна Барвинок, в их имение Мотроновку.

### Петербург
В начале 1859 года Марковичи прибыли в Петербург, где их на вокзале встретил Кулиш. Тут Мария попала в круг таких литераторов, как Т. Шевченко, И. Тургенев, Н. Некрасов, А. Плещеев, А. Писемский, польский поэт и драматург Эдуард Желиговский. По-дружески принял писательницу также кружок украинских культурных деятелей, в частности бывшие кирилло-мефодиевцы Василий Белозерский, Николай Костомаров и Пантелеймон Кулиш.
С Тарасом Шевченко у Марии возникла крепкая дружба. Её «Народные рассказы» пришлись Шевченко по душе, так как своей антикрепостнической направленностью они были созвучны его произведениям. Шевченко подарил Марии Александровне золотой браслет, купленный в складчину, которым она дорожила превыше всего и, закладывая в трудные моменты жизни, выкупала потом в первую очередь. Также он подарил ей «Кобзарь» с надписью: «Моей единственной дочке Марусе Маркович и родной, и крёстный отец Тарас Шевченко» и элегию «Марко Вовчку. На память 24 января 1859 г.». Кроме того, его поэма «Сон» («На панщині пшеницю жала…») также посвящена Марко Вовчок, которая в свою очередь посвятила Шевченко свою «Институтку».

### За границей
В 1859 году Марко Вовчок со своим сыном Богданом в сопровождении Ивана Тургенева выезжает за границу, имея намерения наладить творческие и издательские связи. Пребывая в Берлине, Дрездене, Париже, Риме, Женеве, Лондоне, Марко Вовчок много читает, учит немецкий язык, переписывается с многими писателями, интересуется общественными и литературными новостями. Особенно тёплая переписка была с Шевченко. Также она встречается с Д. Менделеевым, А. Бородиным, И. Сеченовым. При содействии Тургенева произошло её знакомство с Л. Толстым, Жюлем Верном. Знакомство с Жюлем Верном экранизировано в художественном фильме «В поисках капитана Гранта» (1986 г.) 7-я серия, 4 минута.
Особенную роль в формировании идейно-эстетических взглядов Марко Вовчок сыграл Н. Добролюбов. Она также встречалась и с чешскими писателями — И. Фричем, Я. Нерудой, была близка к кругу польских литераторов и революционных эмигрантов. Писательница принимала участие в распространении в России революционных изданий Герцена, организовывала для «Колокола» материалы политически обличающего характера.
Тургенев ввёл Марию в дом своих друзей Рейхелей. В Лондоне он вместе с ней навестил Огарёвых и Герцена, который вскоре влюбился в Марию.
В Дрездене Марковичей навестила прибывшая из Петербурга двоюродная племянница Герцена Татьяна Петровна Пассек. Тогда Мария Александровна знакомится с её сыновьями, в частности с 23-летним Александром. Он страстно увлёкся Марией, и та ответила ему взаимностью. Но мать Александра была испугана связью своего сына с женщиной, за которой тянулся ряд скандалов (к примеру, из-за несчастной любви к ней застрелился молодой польский химик Владислав Олевинский), и она всячески препятствовала встречам влюблённых. А муж, в свою очередь, когда узнал об измене своей жены, предоставил ей свободу и, как только удалось собрать деньги на дорогу, уехал на родину. Больше он никогда не видел ни жены, ни сына.
Татьяна Петровна ужасно боялась за своего сына. Она умоляла Тургенева, чтобы тот отговорил Вовчок от этой затеи, и тот под влиянием Пассек написал «свирепое письмо», и на этом его отношения с Вовчок закончились.
Вместе с Александром Мария переехала в Италию, где начала жить с ним в гражданском браке. Потом, в 1866 году, после командировки в Англию, у Александра началась скоротечная чахотка и вскоре он умер в возрасте 30 лет. Долгом Марии было отвезти тело Пассека на родину. Она заказала свинцовый гроб и через Париж и Петербург доставила тело покойного родным.

Бюст Марко Вовчок, скульптор Пётр Мовчун. Мрамор, 1958. Черниговский литературно-мемориальный музей-заповедник М. М. Коцюбинского, Чернигов

### Возвращение в Россию
Мария Александровна стала вести затворнический образ жизни. В 1867 году она вернулась в Россию. Однако через некоторое время она встретилась со своим троюродным братом Дмитрием Писаревым и скоро стала новым объектом его страсти. Вскоре они вместе с сыном и Писаревым поселились в доме Лопатина. Летом 1868 года они вместе отправились к Рижскому заливу на морские купания, чтобы поправить здоровье Дмитрия. Но 17 июля он утонул в Дуббельне (Дубулты). 27-летнего Писарева нашли через час, но вернуть к жизни уже не смогли.
Пока в Риге два дня делали свинцовый гроб, Мария сидела у тела Писарева в маленькой православной часовне на побережье. В течение этого времени она ничего не ела. Гроб с телом Дмитрия погрузили на пароход «Ревель». Но по пути начался шторм. Мария Александровна, пережившая один удар за другим и к тому же измученная морской болезнью, услышала, что матросы узнали, что на борту перевозят покойника (а по морским поверьям покойник на борту — к беде). Они уже хотели выбросить тело за борт, но Мария уговорила их не святотатствовать.
Когда утром пароход причалил в Санкт-Петербурге, у Марии Александровны началась нервная горячка. В дом её внесли в полубессознательном состоянии. 29 июля, в день похорон Писарева, она метались в горячке, звала Дмитрия и пугала Богдана тем, что никого не узнавала.
После выздоровления Марко Вовчок сближается с издателями «Отечественных записок» Н. Некрасовым, М. Салтыковым-Щедриным, Г. Елисеевым, ведёт в этом журнале рубрику зарубежной литературы, публикует свои оригинальные произведения и переводы.
Летом в поместье Львовых в Митино на Полтавщине сын Богдан представил матери приехавших погостить приятелей, среди которых был молодой офицер, выпускник Морского училища Михаил Лобач-Жученко. Он и Мария понравились друг другу, и через несколько лет они поженились. Мужа часто переводили по службе из одного места в другое. Семь лет Марко Вовчок провела с ним на Кавказе.
Сын Богдан стал революционером и был вынужден скрываться от полиции. Когда Мария Александровна узнала, что сын заболел тифом, она отправилась в Москву, забрала тяжело больного сына и спасла ему жизнь.
В 1878—1880, 1883—1885, 1899—1906 гг. жила в Ставрополе, в сёлах Сергиевское и Александровское Ставропольской губернии.

### Последние годы
Последние месяцы жизни Марко Вовчок жила в кавказском городке Нальчике, в собственном доме. В последние дни жизни она работала над повестью «Гайдамаки». 28 июля (10 августа) 1907 она умерла, сидя в саду. Там она и была похоронена под её любимой грушей, как она завещала мужу.

## Творчество
Сборник первых произведений Марко Вовчок, написанных в немировский период жизни, вышел в Петербурге под названием «Народные рассказы» (1857). В Немирове написана большая часть её первых рассказов на русском языке (сборник «Рассказы из народного русского быта», 1859), повесть «Институтка», которую писательница начала в 1858 году в Немирове, а закончила в следующем году в Петербурге. Несмотря на то, что в первый сборник «Народных рассказов» вошло одиннадцать небольших произведений (среди них «Сестра», «Козачка», «Чумак», «Одарка», «Сон», «Панская воля», «Выкуп»), она произвела большое впечатление на литературно-общественное мнение. Наивысшего художественного уровня достигает Марко Вовчок в изображении трагической судьбы крепостной женщины, которая в тогдашнем обществе была наиболее угнетённым, униженным и бесправным существом. Этот образ занимает центральное место в обеих книгах «Народных рассказов», а также в «Рассказах из народного русского быта», «Институтке».
В первые годы проживания за границей закончены рассказы «Ледащиця», «Проходимец», написан рассказ «Два сына» (1861). Период пребывания за рубежом характерен тем, что Марко Вовчок как украинский прозаик разрабатывает жанры психологической повести («Три судьбы») и рассказы («Павел Чернокрыл», «Не под стать»), исторической повести и рассказа для детей («Кармелюк», «Невольница», «Маруся»), создает жанр социально-бытовой сказки («Девять братьев и десятая сестрица Галя»). Часть этих произведений вошла во второй сборник «Народных рассказов» (Петербург, 1862). Активно выступает писательница в жанре повести на русском языке: «Жили да были три сестры», «Червонный король», «Тюлевая баба», «Глухой городок». Ряд рассказов и сказок, написанных на французском языке, Марко Вовчок печатает в парижском «Журнале воспитания и развлечения» Пьера-Жюля Сталя (Этцеля). На материале французской действительности писательница создаёт художественные очерки, объединённые названиями «Письма из Парижа» (львовский журнал «Мета» («Цель», 1863) и «Отрывки писем из Парижа» («Санкт-Петербургские ведомости», 1864—1866).
В 1867—1878 годах ярко проявился талант писательницы как русского романиста. Ею были созданы и завершены русские романы «Живая душа», «Записки причетника», «В глуши», повести «Тёплое гнёздышко», «Сельская идиллия» (опубликованы в «Отечественных записках»), переведены на русский язык многие произведения из французской, английской, немецкой, польской литературы, в том числе пятнадцать романов Жюля Верна. Выступает Марко Вовчок и как критик (цикл «Мрачные картины»), редактор петербургского журнала «Переводы лучших иностранных писателей» (к участию в журнале она привлекает многих женщин-переводчиц).
Марко Вовчок обогатила украинскую литературу жанрами социально-проблемного рассказа («Козачка», «Горпина», «Ледащиця», «Два сына»), балладного рассказа («Чары», «Максим Гримач», «Данило Гурч»), социальной повести («Институтка»), психологического рассказа и повести («Павел Чернокрыл», «Три судьбы»), социальной сказки («Девять братьев и десятая сестрица Галя»), художественного очерка («Письма из Парижа»).
Исторические повести и рассказы для детей «Кармелюк», «Невольница», «Маруся» ещё при жизни Марка Вовчка получили широкую популярность. Повесть «Маруся», например, была переведена на несколько европейских языков. В переделанном П.-Ж. Сталем виде она стала любимой детской книгой во Франции, отмечена премией академии и рекомендована министерством образования Франции для школьных библиотек. Самая выдающаяся историческая повесть-сказка Марка Вовчка «Кармелюк» написана в 1862—1863 годах.
В немировский период, во время большого творческого подъёма, Марко Вовчок наряду с украинскими произведениями пишет рассказы только на русском языке — «Надежда», «Маша», «Катерина», «Саша», «Купеческая дочка», «Игрушечка», которые попали в сборник «Рассказы из народного русского быта». В творчестве на русском языке Марко Вовчок показала себя мастером и больших прозаических жанров, автором проблемных романов и повестей: «Червонный король» (1860), «Тюлевая баба» (1861), «Жили да были три сестры» (позднее название — «Три сестры», 1861), «Глухой городок» (1862), «Живая душа» (1868), «Записки причетника» (1869—1870), «Тёплое гнёздышко» (1873), «В глуши» (1875), «Отдых в деревне» (1876—1899).
С творчеством Марка Вовчка возрастает международная роль украинской литературы. По свидетельству болгарского писателя Петка Тодорова, проза писательницы в 1860—1870-х годах оказала решающее влияние на развитие болгарской беллетристики. Ещё при жизни писательницы, начиная с 1859 года, её произведения появляются в чешских, болгарских, польских, сербских, словенских переводах, выходят во Франции, Англии, Германии, Италии и других европейских странах.

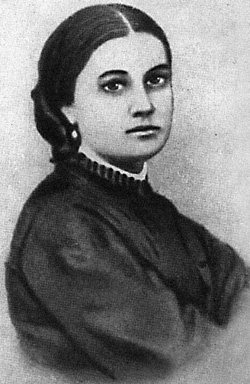
Значок, 1983

### Творческое наследие
- две книги «Народных рассказов» (1857 — первый том, 1862 — второй том)
- социальная повесть «Институтка» (1859—1861; первоначальное название «Панночка»)
- исторические повести-сказки «Кармелюк», «Девять братьев и десятая сестрица Галя», «Невольница», незаконченные — «Гайдамаки», «Сава Чалый»
- повести: «Три судьбы», «Павел Чернокрыл», «Дяк» и другие
- сборник на русском языке «Рассказы из русского народного быта», повести «Тюлевая баба», «Записки причетника» и другие
- около ста переводов и двухсот книг

### Тематика творчества
- трагизм жизни крестьянства во времена крепостничества («Горпина»)
- борьба против крепостничества («Ледащиця», «Институтка»)

## Обвинение в плагиате
24 мая 1870 года Марко Вовчок подписала контракт с петербургским издателем Семёном Звонарёвым об открытии ею и редактированием иллюстрированного ежемесячника «Переводы лучших иностранных писателей». Финансирование производилось мужчиной, но в издательстве работали только женщины — это была принципиальная позиция. За эту работу Вовчок обязаны были платить 2 тысячи рублей серебром. Кроме того, если бы она согласилась ещё и переводить произведения для этого издания, то получала бы по 25 рублей за каждый печатный лист перевода. Писательница согласилась, поскольку имела немало долгов, нажитых за несколько лет пребывания в Париже.
Работы и без переводов было немало. Писательница не успевала, поэтому наняла переводчиц — девушек из провинции, которым платила по 10 рублей за печатный лист бумаги. Переведённые ими произведения подписывала своим именем, действительные авторы претензий не выдвигали.
Первый номер месячника разошёлся очень хорошо. Несколько следующих тоже. Но писательница говорила своим переводчицам, что продажи идут плохо, поэтому она может выплатить им только половину гонорара. Остальное обещала отдать позже, но так этого и не сделала. Одна из девушек, Екатерина Керстен, которой очень нужны были деньги, начала требовать свой законный гонорар. Вовчок не отдавала. Тогда Екатерина решила отомстить. Она взяла на перевод ещё несколько сказок Андерсена, будто бы для того, чтобы хоть как-то заработать. На самом деле, она самостоятельно их не переводила — впоследствии отдала Вовчок переводы, сделанные и изданные несколько лет назад Марией Трубниковой и Надеждой Стасовой. Вовчок не читала рукописи, сразу подписала их своим именем и отдала в печать. Как только месячник вышел в свет, Екатерина отослала их Трубниковой и Стасовой. Те поначалу решили не поднимать шум и не портить репутацию известной писательницы. Но через несколько месяцев снова появились переводы сказок, украденные у них и подписанные фамилией Марко Вовчок. После этого, брат одной из переводчиц, критик и публицист Владимир Стасов, опубликовал в газете «Санкт-Петербургские ведомости» статью «Что-то очень некрасивое», в которой и обвинил Вовчок в плагиате.
Созвали третейский суд из 19 литераторов, которые признали Вовчок виновной в плагиате. Сознаться в том, что перевод украла не она, писательница не могла, поскольку никто не знал о нанятых ею переводчицах. Это бы ещё больше опозорило Вовчок, репутация которой и так уже была испорчена. После этого случая издательство было закрыто, и Вовчок переехала в глушь — в имение своих знакомых в Тверской губернии.

## Адреса в Орле
1847—1851 — Дом Е. П. Мардовиной — Кромская улица, 35 (снесён в 1970 году, будучи памятником архитектуры регионального значения).

## Адреса в Санкт-Петербурге
1867—1868 — дом И. Ф. Лопатина — Невский проспект, 68.

## Память

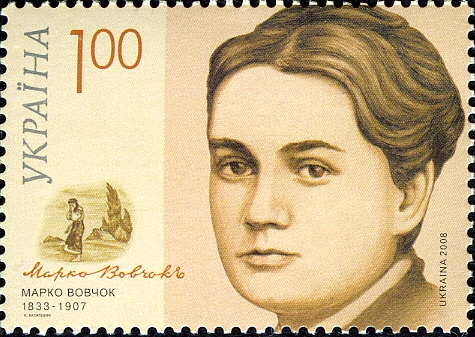
Почтовая марка Украины, 2008 год

- В 2008 году была выпущена почтовая марка Украины, посвященная Вовчок
- Улицы имени Марко Вовчок в городах Киев, Львов, Ровно, Днепр, Сумы, Нальчик.
- Дом в селе Александровское, в котором (1889—1906) жила писательница — памятник культурного наследия[10]
- Мемориальный дом-музей, на территории которого похоронена Марко Вовчок (Нальчик).
- Памятник Марко Вовчок в Нальчике, открытый 4 августа 1978 года. Автор скульптуры — украинский скульптор Василий Фещенко.

## Факты
- Марко Вовчок никогда не отрицала выдумки о себе и не опровергала публично ошибки касательно её биографических данных. Писательница была уверена, что биографию человека стоит писать только после его смерти. Она нигде не печатала своего портрета до 1902 года. Впервые портрет Марии Александровны был опубликован во втором томе известной антологии «Век», изданной в Киеве в честь столетия новой украинской литературы[11].[значимость факта?]
- Образ писательницы запечатлён в советско-болгарском фильме «В поисках капитана Гранта» (1985, реж. Станислав Говорухин) в исполнении Марины Влади.[значимость факта?]
- Имеются предположения,[кто?] что она является прототипом для создания писателем И. С. Тургеневым образа Анны Сергеевны Одинцовой, героини его романа «Отцы и дети».[значимость факта?]

## Издания на русском языке
- Сочинения. Т. 1-4. СПб., 1867—1873.
- Полное собрание сочинений: Т. 1—7. — Саратов: кн. маг. «Сарат. дневника», 1896—1899.
- Собрание сочинений: В 3 т. / [Подготовка текста и примеч. С. Машинского]; [Вступ. статья А. Белецкого, с. 5—20]. — М.: Известия, 1957. — (Б-ка классиков литературы народов СССР).
- Украинские народные рассказы Марка Вовчка / Пер. [и предисл.] И. С. Тургенева. — СПб.: Д. Е. Кожанчиков, 1859. — [4], II, 215 с.
- Новые повести и рассказы / [Соч.] Марка Вовчка. — СПб.: Д. Е. Кожанчиков, 1861. — [4], 443 с.
- Маруся: [Повесть]: Пер. с малорос. / [Соч.] Марка Вовчка; [С 10 рис. [Башилова и барона Клодта]. — СПб.: С. В. Звонарев, 1872. — [2], 132 с.